# Green Bay National Wildlife Refuge
Le Green Bay National Wildlife Refuge est un refuge national des États-Unis situé dans l'État du Wisconsin. Il comprend trois îles du lac Michigan : l'île Hog, l'île Plum et l'île Pilot près de l'île Washington au large de la pointe de la péninsule de Door.

## Histoire

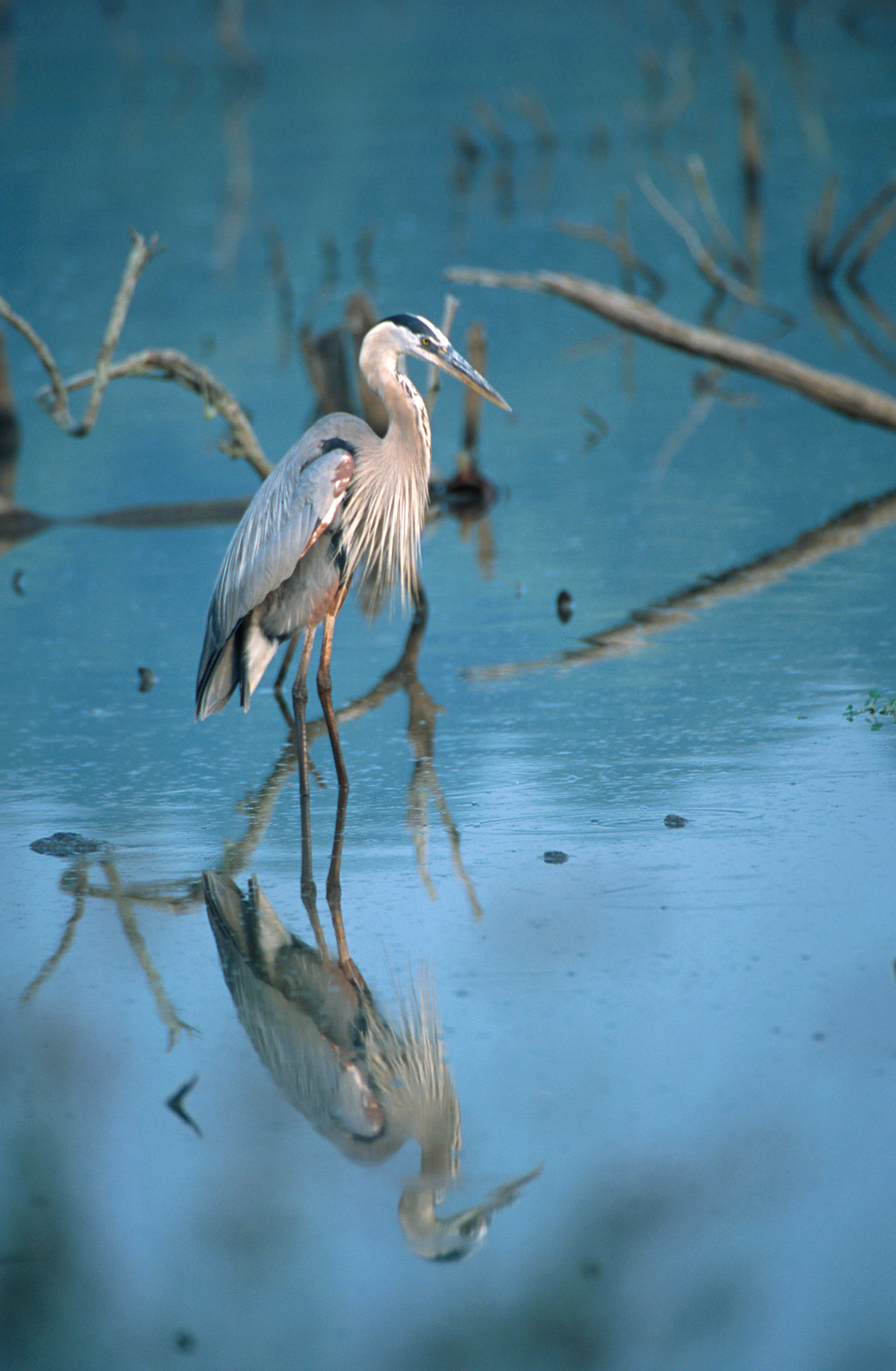
Un grand héron bleu, l'un des nombreux oiseaux migrateurs du refuge.

Un ordre exécutif de 1913 déclare l'île Hog « réserve nationale » au profit des oiseaux indigènes.
Il devient le deuxième refuge faunique national de la région des Grands Lacs et le vingt-huitième en tout. Le Gravel Island National Wildlife Refuge (en) est créé en vertu du même décret. En 1970, les refuges de Green Bay et de Gravel Island sont déclarés partie intégrante de la Wisconsin Islands Wilderness Area (en). Cette zone sauvage est l'une des plus petites des États-Unis. Parce qu'elles font partie de la zone sauvage, l'utilisation par le public des terres est interdite. Le refuge est géré par le personnel de la Horicon National Wildlife Refuge, à Mayville.
Les îles Plum et Pilot possédaient à l'origine des installations de phares et fournissaient des abris sûrs aux marins sur le lac Michigan. Certains de ces refuges sont considérés comme faisant partie du Registre national des lieux historiques. En 1939, la Coast Guard avait pris le contrôle de l'île Plum et acquis le contrôle du phare de l'île. L'ancien phare en bois a finalement été remplacé par une structure en acier en 1964, et les travailleurs ont été transférés sur l'île afin de superviser les opérations du phare. À cette époque, le phare utilisait des feux d'alignement. En 1969, ces lumières ont été remplacées par un système d'éclairage automatique. Le phare est toujours utilisé aujourd'hui, mais les employés de la Coast Guard ne restent plus sur l'île pour le faire fonctionner.
Le manque de présence humaine sur les îles pendant de nombreuses années a conduit à une récupération des terres par les plantes et la faune indigènes de la région.
Le 17 octobre 2007, les îles Pilot et Plum sont officiellement ajoutées au refuge de Green Bay. Auparavant sous le contrôle de l'United States Coast Guard, ils sont désormais gérés par le United States Fish and Wildlife Service des États-Unis.

## Géographie et géologie
Le refuge faunique national de Green Bay se compose de trois îles principales qui couvrent environ 1,3 km2. Situées au large de la pointe nord de la péninsule de Door dans le cadre de l'escarpement du Niagara, ces îles sont principalement composées de calcaire et de dolomite. Ces roches forment les fondations des îles, qui sont le résultat de millions d'années de compactage des sédiments. Les îles ont été érodées et remodelées au fil des années en particulier par la baisse du niveau d'eau des océans et le mouvement des glaciers.

## Biotope

### Flore
Le refuge de Green Bay contient une variété de plantes indigènes de la région. L'île Hog regorge d'ifs du Canada. Leur nombre diminue considérablement sur l'île en raison de l'augmentation des cerfs de Virginie et de leur appétit pour cet arbuste. L'iris lacustre nain (iris lacustris), rare, se trouve le long du rivage de l'île Plum.
L'île Plum est surtout connue pour ses vastes forêts de tilleuls, d'érables à sucre et de cèdres blanc. Ces arbres sont associés à la géologie de la région.

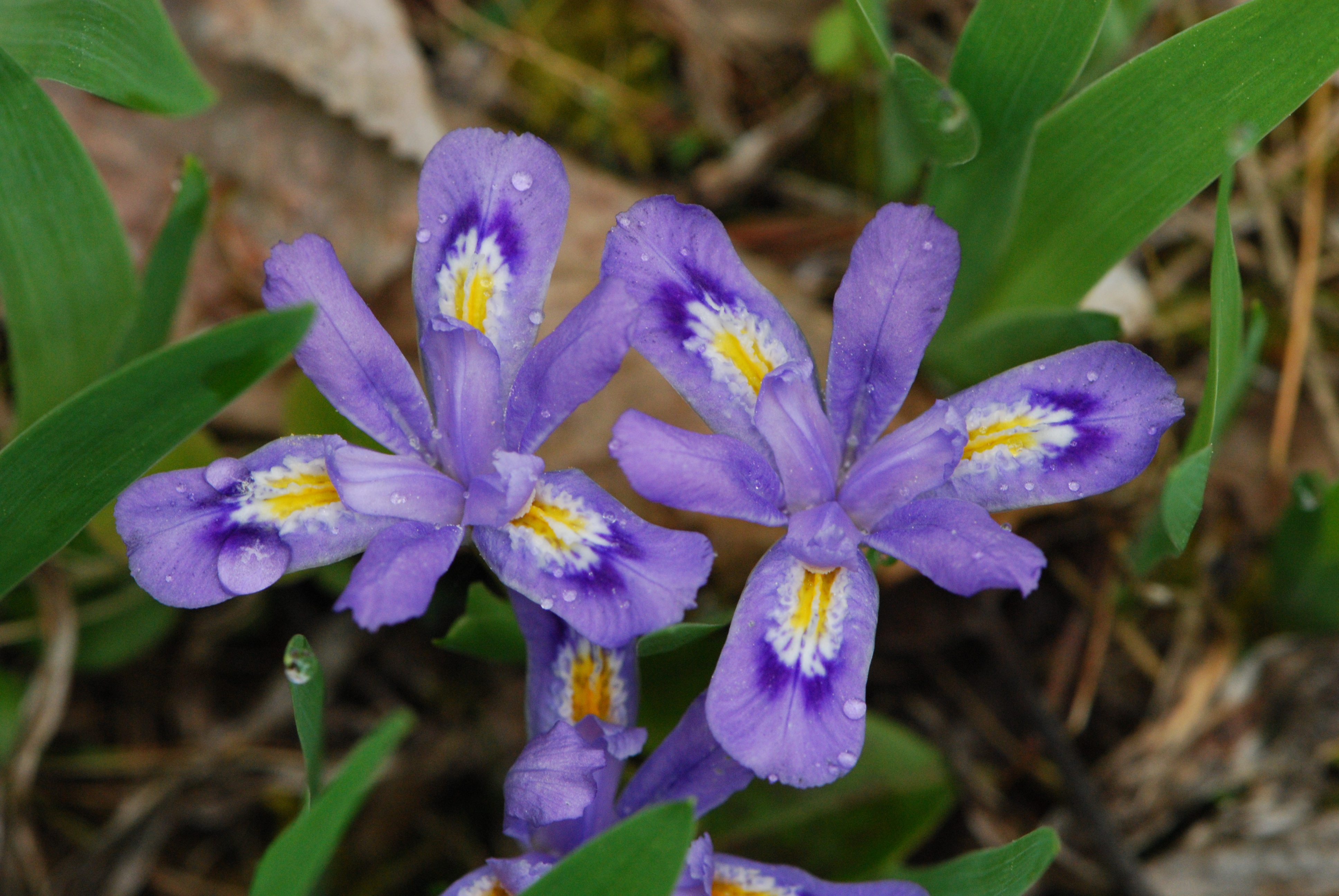
Iris lacustre nain.

### Faune
Green Bay fournit un habitat à de nombreux types d'animaux sauvages, en particulier les oiseaux. Le refuge a été créé en premier dans le but de conserver les oiseaux indigènes du bassin des Grands Lacs. Les grands hérons bleus, les harles à poitrine rouge et les goélands argentés sont communs. Les oiseaux migrateurs se reproduisent sans être dérangés par la présence humaine sur les îles. Aucun développement ne s'est produit sur l'île Hog en raison de sa petite taille, de son éloignement et de ses difficultés d'atterrissage.
L'île Plum pourrait offrir des possibilités d'utilisation publique à l'avenir à condition qu'elles soient compatibles avec le but et la mission du refuge. Parce qu'il n'y a aucun établissement humain, la flore locale se développe dans un écosystème non perturbé qui fournit un habitat aux oiseaux. L'île Pilot est un refuge sûr pour environ 3 600 nids de cormorans à aigrettes et environ 650 nids de goélands argentés. Les bihoreaux à couronne noire y trouvent également un habitat de nidification. L'achigan à petite bouche, le touladi, l'esturgeon jaune et le corégone se trouvent couramment dans les eaux au nord-ouest des îles Plum et Pilot.

## LaWisconsin Islands Wilderness Area
En 1964, le Congrès américain adopte le Wilderness Act de 1964 qui créé le National Wilderness Preservation System. Ce projet de loi déclare près de 36 000 km2 de terres à travers les États-Unis et les protège contre les destructions par l'activité humaine. En 1970, l'île Hog et l'île Gravel deviennent l'une des plus petites régions protégées par la Wilderness Act.